# James Ian Raley Trethowan
Sir James Ian Raley Trethowan  (20 octobre 1922 – 12 décembre 1990), journaliste britannique, a été directeur général de la BBC de 1977 à 1982.

## Biographie
Sir James Ian Raley Trethowan a quitté l'école à l'âge de 16 ans pour devenir employé de bureau au service de  Daily Sketch. Il est ensuite journaliste de presse écrite et commentateur politique pour ITN.
La BBC l'embauche en 1963 comme commentateur de l'actualité parlementaire, responsable du magazine Gallery. Lors du lancement des Radios 1 à 4 en 1967, il est promu directeur général de chaîne, fonction qui n'existait pas encore. Il parvient à la tête de la BBC au moment des critiques de la part du gouvernement du rapport Annan. Membre du Parti conservateur, il défend cependant l'impartialité de la BBC mais aussi la chaîne concurrente ITV et son émission controversée Death on a Rock broadcast.
Il a ensuite été administrateur de nombreuses organisations, parmi lesquelles Thames Television et le British Council.